# Débordement de la guerre civile en Birmanie

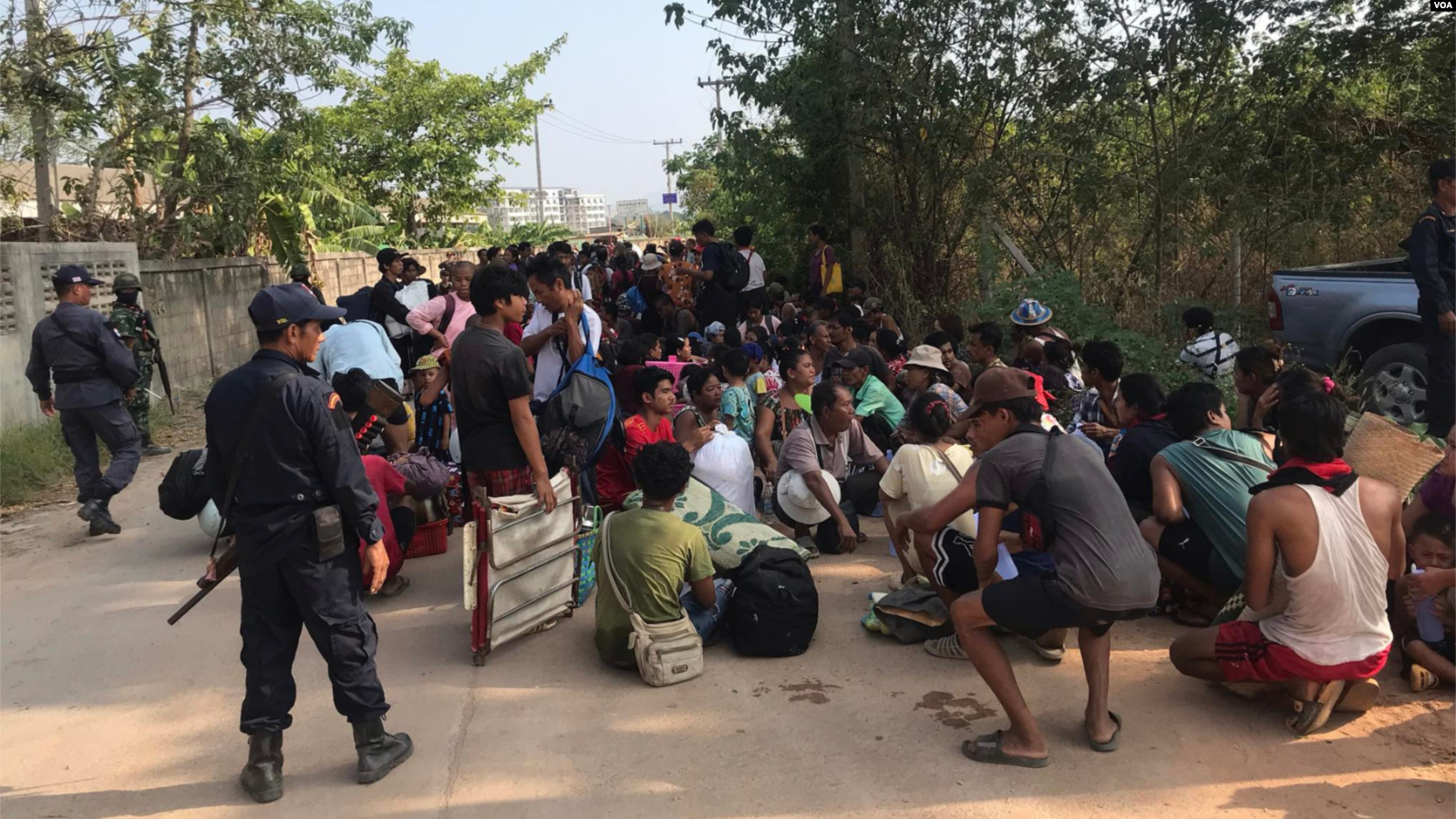
Des civils birmans fuyant vers la Thaïlande pendant le siège de Myawaddy.

La guerre civile en Birmanie opposant la junte militaire putschiste et des organisations armées rebelles, ethniques ou politiques, entraine des débordements du conflit vers les pays frontaliers depuis son éclatement en mai 2021. Des réfugiés et des responsables de la junte militaire au pouvoir ont fui vers le Bangladesh, l’Inde et la Thaïlande. Des violations territoriales du territoire bangladais, avec des frappes d’artillerie et des tirs sur des navires près de l'île Saint Martin (en), ont provoqué des tensions. En Inde, le conflit a également alimenté les violences de 2023-2024 au Manipur.

## Bangladesh

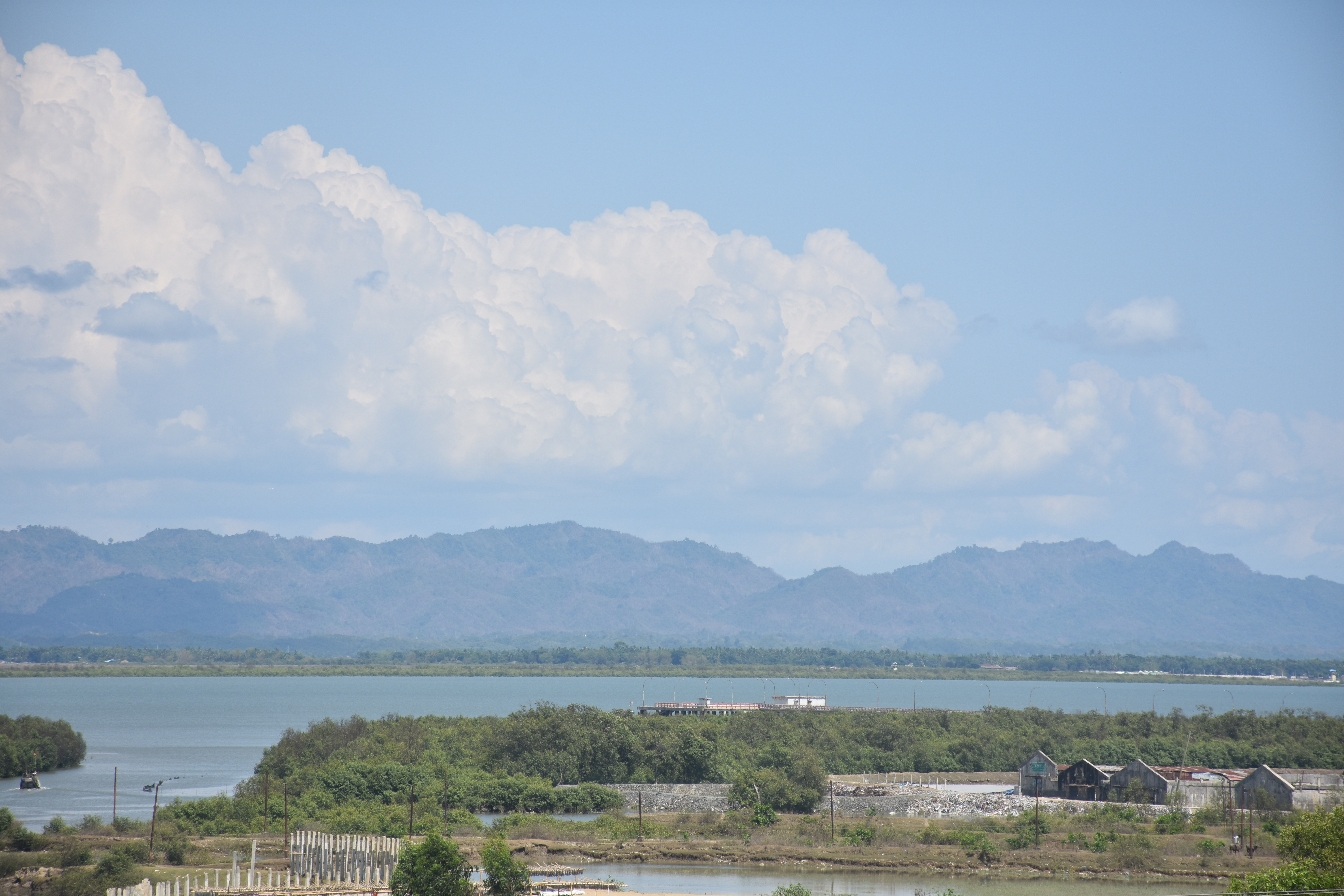
Le paysage de plaine côtière constituant la frontière entre le Bangladesh et la Birmanie

Les répercussions de la guerre civile birmane sont particulièrement importante pour le Bangladesh. Au-delà de l’afflux de réfugiés dû à la recrudescence des violences, la montée en puissance de l’armée d’Arakan dans l'état frontalier d'Arakan suscite des inquiétudes quant au rapatriement des réfugiés Rohingyas birmans réfugiés dans le pays,.

### Contexte
Le génocide des Rohingyas, ayant commencé en 2013 avant le déclenchement de la guerre civile, a déjà poussé environ 1 million de réfugiés rohingyas à fuir vers le Bangladesh (en). Au cours de la première semaine de septembre 2020, les forces armées bangladaises signalent que la Tatmadaw a commencée à rassembler des troupes et à procéder à des déploiements inhabituels dans trois endroits différents à la frontière avec le Bangladesh. En conséquence, le ministre des Affaires étrangères bangladais convoque l'ambassadeur de Birmanie, lui demandant de cesser de telles activités et d'œuvrer pour des relations bénéfiques entre les deux pays. En réponse aux déploiements armées birmans le Bangladesh déploie le 34e bataillon des gardes-frontières à la frontière. Le bataillon demande à ses homologues birmans d'organiser une réunion de drapeaux, mais la demande reste lettre morte.

### Histoire
Plusieurs frappes d'artillerie des forces armées de la Tatmadaw ont accidentellement atterris sur le territoire bangladais depuis le début du conflit.
L'ambassadeur de Birmanie au Bangladesh, Aung Kyaw Moe, est convoqué par le ministère des affaires étrangères bangladais à quatre reprises en 2022 en raison de multiples violations de l'espace aérien du Bangladesh dans la zone frontalière de Naikhongchhari par l'armée birmane. En août 2022, le Bangladesh s'insurge contre son voisin birman après que deux obus de mortier de l'armée birmane ont touché un camp de réfugiés rohingyas sur le territoire bangladais et après un tir d'un hélicoptère birman entré dans l'espace aérien bangladais.
Le 3 février 2024, l’intensification des affrontements entre l’armée d’Arakan et la Tatmadaw dans frontalier l’État d'Arakan entraine des tirs d’obus de mortier et de balles jusqu'au Bangladesh, blessant des civils et poussant les villageois locaux à fuir. Les autorités bangladaises ferment les écoles et médersas dans les villages frontaliers. Alors que les tensions s'accentuent, le Bangladesh renforce la police et les garde-côtes afin de repousser toute tentative d'intrusion frontalière. Trois cent vingt-sept gardes frontières birmans se réfugient au Bangladesh, où ils sont désarmés et hébergés par les gardes frontières bangladais. Deux jours plus tard, la Première ministre bangladaise, Sheikh Hasina, demande à ses forces armées dont les gardes frontières de faire preuve de patience face à la situation en Birmanie.
Le 7 février, le directeur des gardes frontières, Mohammad Ashrafuzzaman Siddiqui (en) recommande la suspension des traversées vers l'île de Saint Martin (en) en raison des tensions croissantes à la frontière. En conséquence, la navigation maritime vers l'île de Saint-Martin est fermée indéfiniment par l'administration du district de Cox's Bazar à partir du 10 février. Le 8 février 2024, la Tatmadaw accepte d'envoyer un navire pour rapatrier les gardes frontières birmans bloqué au Bangladesh.
Le 9 décembre, l'armée d'Arakan capture tous les avant-postes militaires birmans et prend le contrôle de l'ensemble de la frontière avec le Bangladesh. Au lendemain de la bataille de Maungdaw, une birmane frontalière, l'armée d'Arakan a arrêté le général brigadier Thurein Tun et environ 80 militants rohingyas.

#### Crise de l'île Saint Martin
En juin 2024, des tirs depuis les cotes birmanes auraient visés des bateaux naviguant près de l'île bangladaise de Saint Martin (en), située au large de l'état de Rakhine. Cependant, l'origine des tirs est inconnue, pouvant être attribués à l'armée d'Arakan ou à l'armée birmane. En raison de la menace de tirs sur des navires de ravitaillement, la population de l'île est confrontée à une pénurie alimentaire,.

## Inde
Plusieurs régions connaissent frontalière de l'Inde voient un regain de conflit ethnique, notamment l’état Chin, provoquant le déplacement de nombreuses personnes vers l’Inde. En septembre 2021, des militaires de la junte et des forces rebelles s'affrontent pour le contrôle de la ville Thantlang. Les combats entrainent la fuite de près de 8 000 habitants de la ville dont 5 500 se réfugient dans l'état indien frontalier du Mizoram.
Les 10 et 12 janvier 2023, l'armée de l'air birmane mènent des frappes aériennes avec un Yak-130 et deux MiG-29 ciblant le camp Victoria, le quartier général de l'armée nationale Chin (ANC), près de la frontière indo-birmane. Cinq soldats de l'ANC sont tués, au moins dix sont blessés et certains bâtiments sont endommagés. Selon le Front national Chin (en), les organisations locales Mizo et l'organisation internationale de recherche et de défense des droits Fortify Rights, les attaques aériennes ont violées l'espace aérien et le sol indiens. L'Organisation Chin des Droits de l'Homme affirme qu'au moins 200 réfugiés Chin ont traversé la frontière plus tard dans la semaine après les frappes aériennes de l'armée birmane.
Plus tard en mars, la force de défense du Chinland (FDC) s'empare près du canton de Paletwa. La division de la FDC à Paletwa assure que le 15 mars 2023, des fusiliers indiens d'Assam sont entrés dans le canton et ont tiré des coups de feu. Cependant, l'armée indienne nie la déclaration, affirmant que leurs soldats étaient engagés dans une « vérification de routine des points frontières à l'intérieur du territoire indien ».

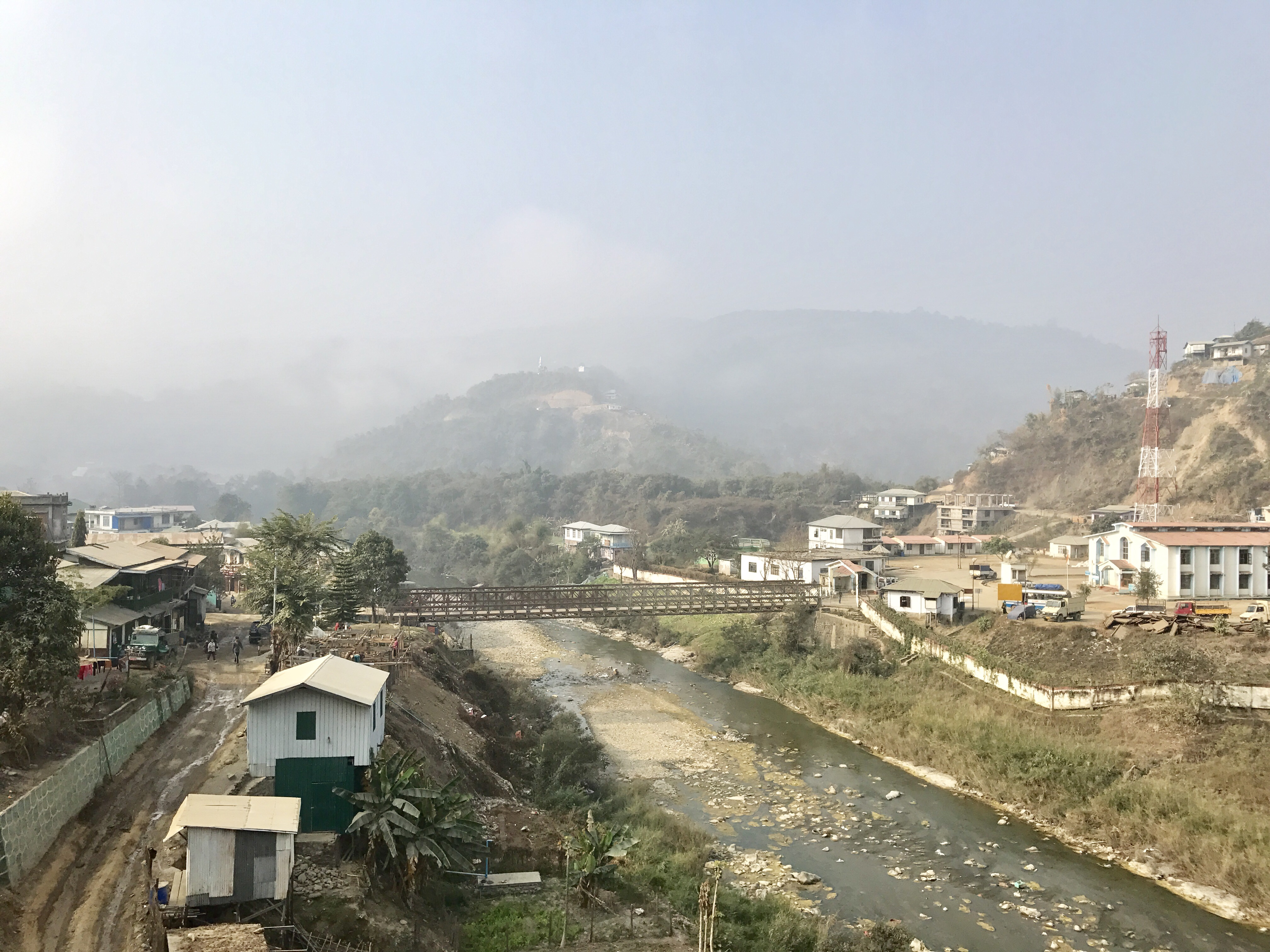
Frontière indo-birmane du coté birman à.

Le 14 novembre 2023, les forces de l'ANC et des FDC locaux prennent d'assaut l'avant-poste frontaliers de Rikhawdar (en) tenu par l'armée birmane, une plaque tournante du commerce frontalier avec l'Inde. Au total, 43 soldats de l'armée birmane fuient vers la frontière indienne. Ils sont remis aux autorités birmanes par les autorités indiennes au poste frontière de Moreh - Tamu. Deux jours plus tard, des habitants ayant fuient les combats vers l’Inde reviennent.
Entre la fin décembre 2023 et janvier 2024, après de violents combats lors de l'offensive de Rakhine, 276 soldats de l'armée birmane se réfugient en Inde et se rendent aux autorités. En raison de l'afflux de réfugiés et de soldats de la junte, le gouvernement indien décide de clôturer les 1 600 km de frontière avec le Birmanie.

### Impact sur le conflit au Manipur
Les analystes citent la guerre civile au Myanmar comme l’un des nombreux facteurs à l’origine de la montée de la violence ethnique au Manipur depuis 2023. Le trafic de drogue et le recours aux bombardements aériens et au napalm par la junte ont déstabilisé la région frontalière. L’Inde a fait part à la junte de ses inquiétudes concernant ses actions militaires à proximité de sa région sensible du nord-est, à la suite d’un exode massif de réfugiés vers l’Inde. En juillet 2023, on estimait à 50 000 le nombre de réfugiés qui avaient fui vers l'Inde. Parmi ces réfugiés, il y aurait de nombreux anciens membres des forces de sécurité. Le ministre de l'Intérieur, Amit Shah, déclare que l'afflux de population de l'ethnie Kukis (en) en provenance du Myanmar avait créé une « insécurité » parmi le peuple Meitei au Manipur et déclenché la violence. Selon des rapports sur le terrain, de nombreux réfugiés ont également apporté des armes avec eux et ont déclenché des guerres de territoire liées à la drogue.
Ces violences trouvent leur racines dans les rivalités et les liens ethniques des populations des états du nord-est indiens. L'état du Mizoram, peuplé à majorité de population Mizos, est favorable à l'accueil des réfugiés birmans car la plupart font partie d'ethnies ou peuples proches des Mizos comme les Zos, Kukis et Nagas qui se répartissent à cheval entre l'est de l'Inde et l'ouest de la Birmanie Cependant l'arrivée de ces mêmes réfugiés attisent les violences dans l'état voisins du Manipur. Dans celui-ci, l'ethnie majoritaire est celle des Meiteis bouddhistes qui regroupe la moitié de la population de l'état. Une minorité Kuki vie également dans l'état est ne constitue que 16% de la population en 2011. Afin de garantir l'égalité d'accès aux minorités et favoriser la diversités ethniques, le constitution order (Scheduled Tribes) national de 1951 a accordé le statut de « tribu » en Inde à des groupes ethniques minoritaires pour ne pas les écarter de la société. Les Kukis sont inclut dans le statut de tribu et à ce titre sont discriminé positivement tandis que les Meiteis n'entrent pas dans cette catégories car majoritaires. Cependant l'arrivée de réfugiés birmans appartenant à des ethnies minoritaire est perçu comme une menace par une partie des Meiteis, les voyants comme des étrangers venant gonflés les rangs des tribus pour renverser leurs domination démographique. Des violences entre meiteis et kukis éclatent faisant plusieurs centaines de morts à partir de mai 2023,,.

## Thaïlande
Le 5 avril 2024, la garnison militaire de la junte stationnée dans la ville frontalière de Myawaddy s'est rendue au combattants de l'armée Karen de libération nationale après un siège de 5 mois de la ville Lors de la prise de Myawaddy, certains responsables de la junte se sont enfuis en Thaïlande. La junte a demandé à la Thaïlande le rapatriement par avion militaire des responsables militaire et réfugiés birmans en attente de rapatriement depuis la ville frontalière thaïlandaise de Mae Sot.
Le conflit a également entrainé une augmentation des cas de paludisme le long de la frontière entre la Birmanie et la Thaïlande.
Le 30 novembre 2024, la marine birmane ouvre le feu sur des navires de pêche thaïlandais après qu'ils ont prétendument pénétrés dans les eaux birmanes. Un pêcheur s'est noyé, deux autres ont été blessés et 31 membres d'équipage ont été arrêtés.

## Voir également
- Ingérence étrangère dans la guerre civile en Birmanie (en)